# Bodens BK
Bodens BK, beter bekend als Boden, is een in 1916 opgerichte Zweedse voetbalclub in de meest noordelijke provincie Norrbottens län. De thuiswedstrijden worden gespeeld in de Boden Arena, dat plaats biedt aan 5300 toeschouwers. BBK speelt in de Division 3 op het vijfde voetbalniveau.
De aartsrivaal van Bodens BK is IFK Luleå, dat tevens uit de provincie Norrbottens län komt. Beide ploegen zijn de hoogst spelende clubs uit het Zweedse hoge noorden. 

## Geschiedenis

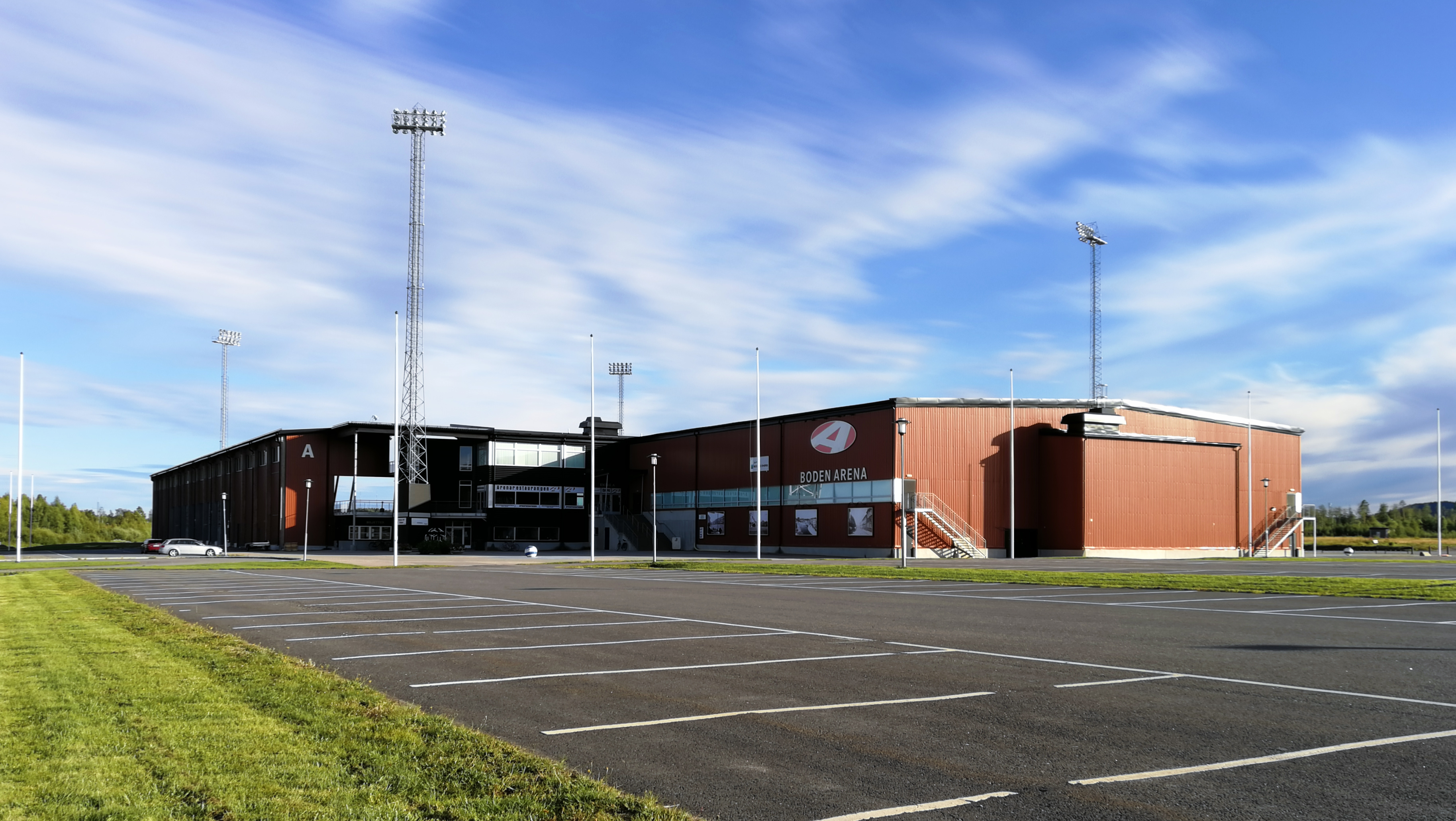
De Boden Arena, een van de meest moderne stadions van Zweeds Lapland.

In de periode 2003 tot en met 2005 speelden de groen-witten in de Superettan, waarna men degradeerde. Het was de meest noordelijk Zweedse ploeg op het tweede niveau. Ondanks de degradatie in 2005 behaalde Boden heel aardige resultaten tegen Örebro SK (1-0) en AIK Solna (5-1). Na 24 wedstrijden leek Boden op een positie in de middenmoot te mikken, maar van de laatste zes wedstrijden werd er geen een gewonnen, waardoor degradatie naar de Division 1 een feit werd. 
De club probeerde enkele sleutelspelers te behouden en men sprak de ambitie uit om zo snel mogelijk weer naar de Superettan te promoveren. Maar door blessures en slechte resultaten in uitwedstrijden werd maar een achtste plaats behaald in 2006. In 2008 moest men opnieuw degraderen, nu naar de Division 2. De Lappen konden na een seizoen direct terugkeren naar de Division 1, men eindigde vijf punten voor aartsrivaal IFK Luleå. In 2010 kon men zich nog wel handhaven, het seizoen erop lukte dat niet meer. Sindsdien zou Boden uitkomen in de Division 2 op het vierde niveau. 
In 2018 kwam daar verandering in, hoewel het er eerst op leek dat IFK Timrå of Hudiksvall FF kampioen zou worden van de groep. Boden zette de laatste zeven wedstrijden in winst om, evenals de laatste wedstrijd tegen regiogenoot Piteå IF. In combinatie met een slechte reeks van Hudiksvall kon BBK de titel op de laatste speeldag opeisen. De Sami zouden daarmee in 2019 weer uitkomen in de Division 1 maar degradeerden aan het einde van het seizoen.